# Port lotniczy Limoges-Bellegarde
Port lotniczy Limoges-Bellegarde (IATA: LIG, ICAO: LFBL) – port lotniczy położony 6 km na północny zachód od Limoges, w departamencie Haute-Vienne, w regionie Limousin, we Francji.

## Linie lotnicze i połączenia
| Linia lotnicza   | Kierunek                                                                                   |
| ---------------- | ------------------------------------------------------------------------------------------ |
| British Airways  | Sezonowo: 1. Southampton                                                                   |
| Chalair Aviation | 1. Lyon                                                                                    |
| EasyJet          | Sezonowo: 1. Londyn-Gatwick                                                                |
| Ryanair          | 1. East Midlands 2. Londyn-Stansted 3. Manchester Sezonowo: 1. Leeds/Bradford 2. Marrakesz |
| Volotea          | Sezonowo: 1. Ajaccio-Napoléon Bonaparte                                                    |